# Nassim Chadli
Nassim Chadli (Bagnols-sur-Cèze, 28 juli 2001) is een Marokkaans-Frans voetballer die sinds januari 2023 uitkomt voor Le Havre AC.

## Carrière
Chadli maakte in het seizoen 2018/19 zijn officiële debuut voor het B-elftal van Nîmes Olympique in de Championnat National 2. In het seizoen 2019/20, dat weliswaar niet volledig werd afgewerkt vanwege de coronapandemie, eindigde de club laatste in zijn reeks. In het seizoen 2020/21 begon hij het seizoen met het B-elftal in de Championnat National 3, maar de competitie werd er al gauw stopgezet. Op 10 februari 2021 maakte hij vervolgens zijn officiële debuut in het eerste elftal van de club: in de bekerwedstrijd tegen OGC Nice (1-3-verlies) liet trainer Pascal Plancque hem vijf minuten voor tijd invallen. Op de drie laatste competitiespeeldagen kreeg hij eveneens een invalbeurt (tegen respectievelijk FC Metz, Olympique Lyon en Stade Rennais).
In mei 2021 ondertekende Chadli zijn eerste profcontract bij Nîmes. In de zomer van 2021 maakte hij evenwel de overstap naar Troyes AC. In het seizoen 2021/22 speelde hij naast acht competitiewedstrijden ook een bekerwedstrijd tegen AS Nancy. Zeven van die acht competitiewedstrijden bestonden uit invalbeurten. Op 19 januari 2022 kreeg hij tegen Montpellier HSC zijn eerste basisplaats in de Ligue 1, al stond hij niet lang op het veld: na nauwelijks 33 minuten haalde trainer Bruno Irles hem eraf voor Brandon Domingues.
In juli 2022 leende Troyes hem voor een seizoen uit aan de Belgische tweedeklasser Lommel SK, die eveneens deel uitmaakt van de City Football Group. Op de openingsspeeldag in Eerste klasse B opende hij meteen zijn doelpuntenrekening voor Lommel: in de 1-4-zege tegen FCV Dender EH legde hij in de blessuretijd de eindscore vast.
In januari 2023 werd de uitleenbeurt van Chadli vroegtijdig stopgezet en werd de flankaanvaller door Troyes definitief verkocht aan de Franse tweedeklasser Le Havre AC.